# Голобородько Василь Іванович
Васи́ль Іва́нович Голоборо́дько (нар. 7 квітня 1945, Адріанопіль Перевальського району Ворошиловградської області) — український письменник. Член Національної спілки письменників України, Асоціації українських письменників. Автор багатьох поетичних збірок, лауреат Національної премії України імені Тараса Шевченка, премій імені Василя Симоненка, Пантелеймона Куліша та Миколи Трублаїні.

## Життєпис
Народився 7 квітня 1945 року в селі Адріанополі на Луганщині. Середню школу-інтернат закінчив 1963 року. 1964 року вступив на українське відділення філологічного факультету Київського університету. 1965 року став студентом Донецького педагогічного інституту, звідки на початку 1967 року був відрахований за наказом ректора з формулюванням: «за дії несумісні зі званням радянського студента». Ці дії полягали в тому, що поширював у Донецькому університеті серед студентів роботу Івана Дзюби «Інтернаціоналізм чи русифікація», про що секретар Донецького обкому КПУ доповів у ЦК КПУ в «інформації» від 30 січня 1967. Влітку 1967 року була спроба продовжити здобувати вищу освіту в Літературному інституті в Москві, але, попри те, що успішно пройшов творчий конкурс, Голобородька не допустили до вступних іспитів.
У 1968—1970 роках перебував на військовій службі в будівельних загонах на Далекому Сході. Після того працював на шахті та в радгоспі в рідному селі. 2001 року здобув вищу освіту в Луганському державному педагогічному університеті імені Тараса Шевченка.
Проживав у Адріанополі, а близько 2004 року перебрався до Луганська, де мав квартиру. Через бойові дії на Сході України в 2014 році став вимушеним переселенцем. Від середини липня тимчасово проживає в Будинку творчості в м. Ірпінь, Київської області.
«Ви знаєте, рідним домом для мене була батьківська хата, де я народився та прожив більшу частину свого життя. Але поступово, з роками, він ставав дедалі більш чужим: померли батьки, стали відходити старші брати й сестри, сусіди, знайомі, односельці… Село заселялося чужими людьми… І я в рідному селі став чужинцем. Нові поселенці навіть могли мене в очі називати „бандерою“… Але зі мною залишалися мої спогади, книжки, які всупереч усьому робили місце мого проживання рідним домом. Так само було і в Луганську, який я ніколи не вважав своїм рідним містом: таке ж чуже оточення, невелике україномовне гето, яке не могло виховати у мене відчуття рідного середовища, та й прозивання „бандера“ чув і тут…», — казав Голобородько в одному з інтерв'ю.
1 лютого 2021 Указом Президента України Василеві Голобородьку призначено довічну державну стипендію, як видатному діячеві культури і мистецтва.

## Творчість
Вірші розпочав друкувати 1963 року, коли в республіканській пресі з'явилося кілька добірок творів. Перша поетична книжка «Летюче віконце», яка готувалася до друку в одному з київських видавництв, була знищена вже набраною для друку через незгоду автора співробітничати з органами державної безпеки (КГБ) колишнього СРСР.
Від 1969 року і аж до 1986 року твори Голобородька не друкували в Україні.
У 1970 році у США (Балтимор) у видавництві «Смолоскип» видруковано збірку віршів «Летюче віконце». Таке явище було нонсенсом у тогочасній радянській дійсності та сприймалося як вияв ворожості до радянського ладу[джерело?].
У 1983 році в Югославії була видана антологія світової поезії, яка мала назву «Від Рабіндраната Тагора до Василя Голобородька». Збірник знайомив читачів Європи з предтечами поезії XX століття — По, Геббелем, Уїтменом, Фетом, Бодлером, Норвідом, Малларме, Верлениом, Хопкінсом, Лотреамоном, Рембо, Лафаргом, також з творами поетів XX-го століття «від Рабіндраната Тагора до Василя Голобородька».
В Україні перша збірка поезій «Зелен день» надрукована в київському видавництві 1988 року. За неї автор отримав літературну премію імені Василя Симоненка НСПУ, якою відзначаються автори за успішну першу збірку поезій.
Того ж 1988 року Голобородька прийняли до Спілки письменників України. У жовтні 1991 року брав участь в міжнародному фестивалі авторів, який відбувся в Торонто (Канада).
У 1990 році вийшла друком збірка «Ікар на метеликових крилах», у 1992 — збірка «Калина об Різдві». За ці дві збірки 1994 року поета було відзначено Національною премією України імені Тараса Шевченка.
У 1999 році вийшла друком наступна поетична книжка «Слова у вишиваних сорочках».
В останні роки Василь Голобородько опублікував кілька розвідок на теми українського фольклору, зокрема «Міфопоетична трансформація українського обряду сватання в українських народних казках» (2002). 2010 року видавництвом Грані-Т видана збірка дитячих поезій «Віршів повна рукавичка».
Окремі твори поета перекладено польською, французькою, німецькою, англійською, румунською, хорватською, сербською, португальською, іспанською, естонською, латиською, литовською, шведською, російською та івритом. Переклади репрезентують творчість поета у зарубіжних антологіях та часописах. Окремими виданнями вірші у перекладах іноземними мовами з'являлися: португальською у Бразилії 1991 року, англійською у Канаді 1991 року, польською у Польщі 1995 та 2020 року.

### Особливості творчості
Вже перші журнальні публікації (1963—1965) молодого поета з Луганщини привернули до себе увагу незвичайним баченням буденних речей, що поставали як дивний, чарівний світ. Схвально відгукнулися про нього Володимир П'янов, Дмитро Павличко. 1965 Голобородько подав до видавництва «Молодь» збірку віршів «Летюче віконце», що виявилася неприйнятною для радянської цензури, як і твори інших учасників тодішньої «київської школи поетів». 1967 Голобородька виключено з Донецького педагогічного інституту за читання «самвидавівської» літератури, про що секретар Донецького обкому КПУ доповів у ЦК КПУ в «інформації» від 30 січня 1967. Вихід 1970 у видавництві «Смолоскип» (Балтімор, США) збірки «Летюче віконце» дав привід для дальшої політичної дискримінації поета, і йому майже на 20 років було закрито шлях до друку. Весь цей час Василь Іванович жив у рідному селі, не припиняючи поетичної творчості. Тільки 1988 вийшла збірка верлібрів «Зелен день», а 1990 — збірка «Ікар на метеликових крилах». Слід зазначити, що білий вірш Василя Голобородька сповнений фольклоризованими метафорами, глибоко пронизаний національними образами різних історичних епох і має глибокий філософський зміст («Наша мова»). Автор зазначав: «Верлібр був для нас однією з ознак справжньої поезії. Сам я орієнтувався на фольклор, який є реалізованими метафорами життєвих ситуацій. Нашим богом була метафора, а з цього випливало все інше. Метафора, яка розумілася нами не як прикраса комунікативної мови, а як духовно-мовне утворення, яке несе в собі свій внутрішній світ, своє світло, яке не є віддзеркаленням того, що міститься десь збоку, а випромінене зсередини».
У поезії «раннього» Голобородька ніби оживає світ прадавніх анімістичних уявлень про природу — світ далекого «наївного» предка або довірливої дитини, заселений дивними істотами, наповнений чарівними звуками, кольорами, пригодами; світ української народної, язичницької ще, демонології, — казки, загадки, колядки, — але цей світ постає не в літературних ремінісценціях і не як «тіні забутих предків», а як органічна реакція поетичної душі на цілком сучасну навколишню дійсність, як дивовижний спосіб її переживання. У певному сенсі тут можна бачити не лише глибину національної пам'яті, а й своєрідний «опір» людської душі, її емоційних глибин нівеляційним силам технічної цивілізації, її раціоналістичній сухості, чуттєвому вигасанню й очужінню до світового буття. Це світове буття розкривається поетові крізь навколишню буденність. Найвідчайдушніші гіперболи і найфантастичніші образи виникають як простодушне, довірливе продовження узвичаєних побутових метафор. Всі «неживі» предмети у Г. оживають і поводяться як добрі й милі істоти, як цікаві й пустотливі діти. І цими гомінливими, вражливими, всюдисущими і думаючими речами-істотами густо виповнений поетичний світ Г. — світ нескінченного взаємопереливання «живого» й «неживого», вічноплинного вростання людини в стихію природи. Саме це і лякало радянських цензорів.
Пізніші поетичні збірки Голобородька засвідчили його певну еволюцію. Він зберіг колишню світлість і безпосередність переживання, глибину вразливості та легкість уяви, але поєднав їх із змужнілістю, ширшим баченням світу й наполегливішою громадянськістю, — хоч вона в нього, як і раніше, не публіцистична, а явлена саме в неповторному переживанні суспільно-важливих явищ, драматичних сторінок національної та сучасної історії, образів подвижників українського слова. Голобородько став епічніший — не за рахунок зовнішньої масштабності, а за рахунок повноти саморозгортання теми. Як і раніше, в його поезії панує відчуття доброти людського призначення, хоч життя і додало гіркоти чи, може, добросердої сумовитості та великодушної іронії, які рятують від песимізму. У своїх віршах Василь Голобородько не шукає прямої відповіді на пекучі проблеми буття, його поезія — це своєрідний погляд на людину «з середини, в матеріалі національної психіки й чуттєвості, ожилих та оновлених архетипах народної художності» (Іван Дзюба).
Світ поезій Василя Голобородька змушує нас звернутись до себе, до своєї історії, вимагає бути уважними до того, що відбувається навколо, що чекає нас завтра. Читаючи вірші поета, можна помітити небуденність його художнього слова. Сам поет про творчість говорить: «…процес народження вірша схований для мене, я не знаю, чому зупиняюся душею саме на цих виразах.. Крик птаха у природі і стан закоханості людини не мають нічого спільного, але в мові позначені одним виразом. Я схотів написати вірша, щоб виправдати якраз оте переносне його значення». І далі: «Буває, напишеш вірша і не знаєш, з чого він народився. Скажімо, проаналізувавши потім уже „Міждо мир хрещений“, я зрозумів, що він побудований на слові „хрести“, яке має безліч значень—хреститися, озивати когось, бити нагайкою тощо — на цьому він виріс. Може я хотів написати про щось, але увага моя зупинилась на ньому… Моє слово не вогнисте, в моїй поезії — метелики, бджоли. Але я засвідчую перед світом, Богом і людьми: тут Україна, і ви — українці».
Як бачимо, процес народження вірша є складним і навіть незбагненним. Тож оцінюючи поетичне слово нашого земляка, врахуємо непересічність творчого акту, вслухаймось у високий політ авторової душі. Не будемо поспішати з миттєвими висновками, а перечитаємо написане, поміркуємо над ним.
(Джерело: В.Голобородько. Ікар на метелекових крила. Вірші. — К., 1990; В.Голобородько. Слова у вишиваних сорочках. — К., 1999.)

### Образи птахів у віршах
Та не тільки синонімічні ряди є характерними для назв птахів у віршах Голобородька. Це — тільки частина його фольклорних розшуків. До кожного вірша про того чи іншого українського птаха він добирає прислів'я, приказки, загадки, які ґрунтуються у свідомості народного генія на спостереженнях про них, прикметах, повір'ях і навіть на замовляннях.
Відтворення у поетичному слові багатства назв українських птахів має ще у Василя Голобородька і прагматичне значення. Сам поет про це говорив так: «Побачивши якось птаха, про якого не знаємо навіть назви, ми тільки одне зауважуємо, на рівні безпосереднього спостереження, притаманного не лише людям: це — птах, але знаючи усе багатство назв птаха, загадку про нього, прислів'я і приказки, повір'я і прикмети, заклички і замовляння, пов'язані з ним, ми привносимо все це птахові, олюднюємо його, а, бачачи птаха в краєвиді, тим самим олюднюємо і дикий, порожній без людської присутності краєвид».

## Музичні твори на слова Василя Голобородька
- «На кнопках симфонія» — мелодекламація для читця і камерного оркестру (2017) Сергія Ярунського

## Аудіозаписи творів
Василь Голобородько. "Грушка": https://www.youtube.com/watch?v=xO6cuM6gaF4
Василь Голобородько. "Пахнуть яблука...": https://www.youtube.com/watch?v=gcyl4fUuuS4